# Groupe salafiste pour la prédication et le combat
Le Groupe salafiste pour la prédication et le combat (en arabe : الجماعة السلفية للدعوة والقتال, el-Jama'a es-Salafiyya li Da'wa wal Qital), ou GSPC, est une organisation terroriste islamiste, d'idéologie salafiste djihadiste né en 1998 d'une scission du Groupe islamique armé (GIA) dans les dernières années de la guerre civile algérienne. L'organisation est placée sur la liste officielle des organisations terroristes du Canada, du Royaume-Uni et des États-Unis.
Le 25 janvier 2007, le GSPC prête officiellement allégeance à Al-Qaïda, il change alors de nom pour devenir Al-Qaïda au Maghreb islamique (AQMI).

## Histoire

### Années 1998/2002
Il a été fondé en 1998 par Hassan Hattab lors de la guerre civile algérienne ; il se trouvait alors en dissidence du Groupe islamique armé (GIA), qu’il jugeait trop sanguinaire, depuis l’année précédente. Le GIA avait lui-même été fondé à partir des groupes de l'insurrection islamiste des années 1990. Le nouveau groupe est composé de 300 à 800 personnes au maximum, essentiellement dans l'est du pays, mais il est aussi présent dans le centre et le sud. Il se démarque du GIA en élargissant la lutte au domaine international : France, Mauritanie. Son chef ne voulait cibler alors que les représentants du Taghout, l'État algérien.
En 1999, il reçoit les émissaires du gouvernement algérien, mais refuse la reddition. Hassan Hattab voyait alors son action comme une réponse politico-militaire à la campagne de réconciliation nationale menée par le président Abdelaziz Bouteflika.
Le groupe fut aussi soupçonné d'avoir préparé un attentat contre la cathédrale Notre-Dame de Strasbourg et le Marché de Noël en décembre 2000.

### Années 2003/2005
En juillet 2003, Nabil Sahraoui (Ibrahim Mustapha) remplace Hassan Hattab à la tête du groupe.

Carte indiquant la zone d'influence et d'opérations du GSPC.

À partir de 2004, les filières de recrutement pour la guerre en Irak se multiplient, elles s'organisent jusqu'en Espagne et en France où des liens se nouent avec la nébuleuse islamiste des jeunes franco-maghrébins.
En 2004, le GSPC avait lancé des menaces contre les étrangers résidant en Algérie. Cette année-là, Abderazzak el Para est arrêté dans le Tibesti par les rebelles tchadiens du MDJT, puis après des pressions remis à la Libye qui le remet ensuite à l'Algérie. Disparaissant avant son procès, cet évènement fait supposer à certains qu'il travaillait pour les services secrets algériens. Son dirigeant serait Abdelmalek Droukdal qui a évincé Hassan Hattab cette année-la.
En juin 2004, l'armée algérienne mène une « vaste opération de ratissage » en Kabylie. Celle-ci rencontre et tue, sur la commune d'El Kseur, des éléments du GSPC. Ce dernier perd alors son chef de l'époque, Nabil Sahraoui, ainsi que ses principaux dirigeants (Abi Abdelaziz, Mourad Kettab),. Nabil Sahraoui est alors remplacé par Abdelmalek Droukdal, qui lance une fatwa contre Hassan Hattab, qui lancerait de faux communiqués, avec le sceau du GSPC (9 février 2005).

### Année 2006
Le 17 janvier 2006, l'un des fondateurs du GSPC, Ahmed Zarabib, est tué au cours de violents heurts, l'opposant à l'ANP, dans la région de Toudja. 
Le même mois, des salafistes tunisiens affrontent des gendarmes près de Tunis, alors que le Maroc connaît une série d'attentats causés par les kamikazes islamistes.
En mai 2006, le GSPC connait la perte de l'émir de la Katiba Al-Ansar, Abas Boubekeur, connu sous le pseudonyme de Selmane. Celui-ci a été tué par la police algérienne, près d'Azazga, dans la wilaya de Tizi Ouzou,.
Dans une déclaration vidéo, diffusée le 11 septembre 2006, le numéro 2 d'Al-Qaïda, Ayman al-Zawahiri, annonce que le GSPC a fait allégeance à Al-Qaïda. Il renouvelle la déclaration d’Oussama ben Laden faisant du GSPC « le bras armé d'Al Qaida pour frapper en France ». Le mouvement a désormais pour mission de montrer leur « efficacité » sur le territoire algérien tout en fédérant les organisations salafistes d'Afrique du Nord. Promu émir, Abdelmalek Droukdal, se fait appeler Abou Moussab Abdelwadoud, surnom du jordanien al-Zarqaoui tué près de Bakouba en juin 2006 et la guerre islamiste en Irak devient sa référence. Les militaires algériens, ne sont pas une armée d'occupation, mais sont considérés comme des « apostats, des fils de chiens, des traîtres au service de la France ». Le GSPC se met à recruter des jeunes prêt à donner leur vie pour le djihad en pilotant des camions-citernes, des voitures bourrées de TNT, en portant une ceinture d'explosifs et en se faisant sauter au milieu de la foule.
Depuis mi-octobre 2006, le GSPC qui souhaitait établir une base arrière au nord du Mali (région de Kidal) s'est trouvé face à l'opposition des Touaregs de l'Alliance et Démocratie.

### Année 2007
Selon un rapport d'Europol de 2007, sur la situation terroriste en Europe : « La plupart des 340 personnes arrêtées dans le cadre d'affaires de terrorisme islamiste entre octobre 2005 et décembre 2006 en Europe venaient d'Algérie, du Maroc et de Tunisie, et beaucoup d'entre elles étaient en relation avec le GSPC ». De plus en plus de Maghrébins, se retrouvent dans les phalanges d'Al-Qaida en Irak. L'inquiétude des européens est désormais grande, de voir ces soldats perdus du djihad, reflués en masse vers l'Europe, pour y implanter des réseaux terroristes et mafieux, en utilisant le Maghreb comme plate-forme arrière de lancement des attaques contre l'Europe.
Le 25 janvier 2007, le GSPC change de nom et devient Al-Qaïda au Maghreb islamique  (AQMI). Ce changement aurait obtenu l'approbation d'Oussama ben Laden.

## Doctrine
Créé sur le refus de la politique de terre brûlée des GIA, le GSPC se limite aux symboles du pouvoir, mais pratique également le racket et la contrebande pour se financer.